# Архиепархия Дакара
Архиепархия Дакара (лат. Archidioecesis Dakarensis) — архиепархия Римско-Католической церкви с центром в городе Дакар, столице Сенегала. В митрополию Дакара входят епархии Зигиншора, Каолака, Колды, Сен-Луи, Тамбакунды и Тиеса. Архиепархия охватывает всю область Дакара, департамент Мбур в области Тиеса и департамент Фатик в области Фатик, в Сенегале. Кафедральным собором архиепархии Дакара является Кафедральный собор Пресвятой Богородицы Победоносной. С 20 декабря 2014 года архиепископ Дакара — Гейе, Андре|Андре Гейе.

## История
Святой Престол учредил Апостольский викариат Сенегамбии 6 февраля 1863 года, в результате разделения Апостольского викариата Обоих Гвиней и Сенегамбии, которое так же привело к созданию Апостольского викариата Обоих Гвиней (сегодня — архиепархия Либревиля).
18 октября 1897 года передал часть своей территории в пользу учреждения Апостольской префектуры Французской Гвинеи (сегодня — архиепархия Конакри).
27 января 1936 года буллой Non semel Apostolica Папы Пия XI изменил название на Апостольский викариат Дакара.
25 апреля 1939 года передал часть своей территории в пользу учреждения Апостольской префектуры Зигиншора (в настоящее время епархия Зигиншора).
14 сентября 1955 года Апостольский викариат был возведён в ранг митрополии буллой Dum tantis Папы Пия XII.
21 января 1957 года и 6 февраля 1969 года передал большую часть своей территории в пользу, соответственно, учреждения Апостольской префектуры Каолака (в настоящее время епархия Каолака) и епархии Тиеса.

## Ординарии
- епископ Aloyse Kobès, C.S.Sp. (6 февраля 1863 — 11 октября 1872);
- епископ Jean-Claude Duret, C.S.Sp. (22 августа 1873 — 29 декабря 1875);
- епископ François-Marie Duboin, C.S.Sp. (20 июня 1876 — июль 1883);
- епископ François-Xavier Riehl, C.S.Sp. (23 ноября 1883 — 23 июля 1886);
- епископ Mathurin Picarda, C.S.Sp. (19 июля 1887 — 22 января 1889);
- епископ Magloire-Désiré Barthet, C.S.Sp. (30 июля 1889 — 15 декабря 1898);
- епископ Joachim-Pierre Buléon, C.S.Sp. (6 июня 1899 — 13 июня 1900);
- епископ François-Nicolas-Alphonse Kunemann, C.S.Sp. (27 февраля 1901 — 20 марта 1908);
- епископ Hyacinthe-Joseph Jalabert, C.S.Sp. (13 февраля 1909 — 12 января 1920);
- епископ Louis Le Hunsec, C.S.Sp. (22 апреля 1920 — 26 июля 1926 назван генеральным настоятелем Конгрегации Святого Духа);
- епископ Auguste Grimault, C.S.Sp. (24 января 1927 — 12 декабря 1946);
- архиепископ Марсель Лефевр, C.S.Sp. (12 июня 1947 — 23 января 1962 назван архиепископом, с персональным титулом, Тюля);
- кардинал Гиацинт Тиандум (24 февраля 1962 — 2 июня 2000);
- кардинал Теодор Адриен Сарр (2 июня 2000 — 20 декабря 2014);
- архиепископ Бенжамин Ндиайе (20 декабря 2014 — 22 февраля 2025);
- архиепископ Андре Гейе (22 февраля 2025 — по настоящее время).

## Суффраганные диоцезы
- Диоцез Зигиншора;
- Диоцез Каолака;
- Диоцез Колды;
- Диоцез Сен-Луи;
- Диоцез Тамбакунды;
- Диоцез Тиеса.

## Источник
- Annuario Pontificio, Ватикан, 2007